# 마이크로네이션

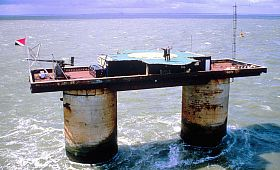
대표적인 마이크로네이션 가운데 하나인 시랜드 공국

마이크로네이션(영어: Micronation)는 매우 작은 지역 내에서 국가의 요소를 갖추지 못하고 독립 국가임을 주장하는 주체를 가리킨다. 일부 공동체에서는 실제 독립을 선포하였다고 주장하면서 통화나 국기, 여권, 메달, 우표, 이외에도 상징물이나 법률, 정부 등을 만들어 운영하기도 한다. 하지만 마이크로네이션은 한 나라의 영토, 영해, 영공에 속하는 경우가 많다.

## 용어
마이크로네이션(micronation)은 1990년대에 출현한 신조어이다. 이 용어는 19세기부터 존재했으나 인정받지 못했던 몇 가지 종류의 정치적 주체들에게도 사용되기 시작했다. 마이크로네이션의 한국어 번역은 하나로 통일되어 있지 않고 다양하게 사용되고 있다.
2006년 1월에 한국어 위키백과의 한 사용자가 처음 초소형 국민체라는 번역어를 처음 사용하기 시작한 이후로, 《조선일보》가 이를 따라서 초소형 국민체(超小型 國民體)라고 표현했고, 《동아일보》는 초소형 공동체(超小型 共同體), 《연합뉴스》는 초소형 국가체(超小型 國家體)라는 번역어를 사용하였다. 이후에 초소형국민체라는 본 문서의 제목은 위키백과의 관련 규정에 의해 원어인 micronation을 그대로 가져다 쓴 마이크로네이션이라고 변경되었으나, 대한민국 내에서는 한국어 위키백과의 영향으로 '초소형국민체', 줄여서 '초국'이라는 표현이 널리 쓰이고 있다.
마이크로패트롤로지(영어: Micropatrology, 아주 작은 것을 뜻하는 마이크로(micro)와 교부학을 뜻하는 패트롤로지(patrology)의 합성어)는 마이크로네이션과 극소 국가, 미승인 국가를 연구하는 학문으로서 마이크로네이션 관련 취미를 가진 활동가로부터 만들어졌다. 한국에도 많은 마이크로네이션이 존재한다.

## 목록

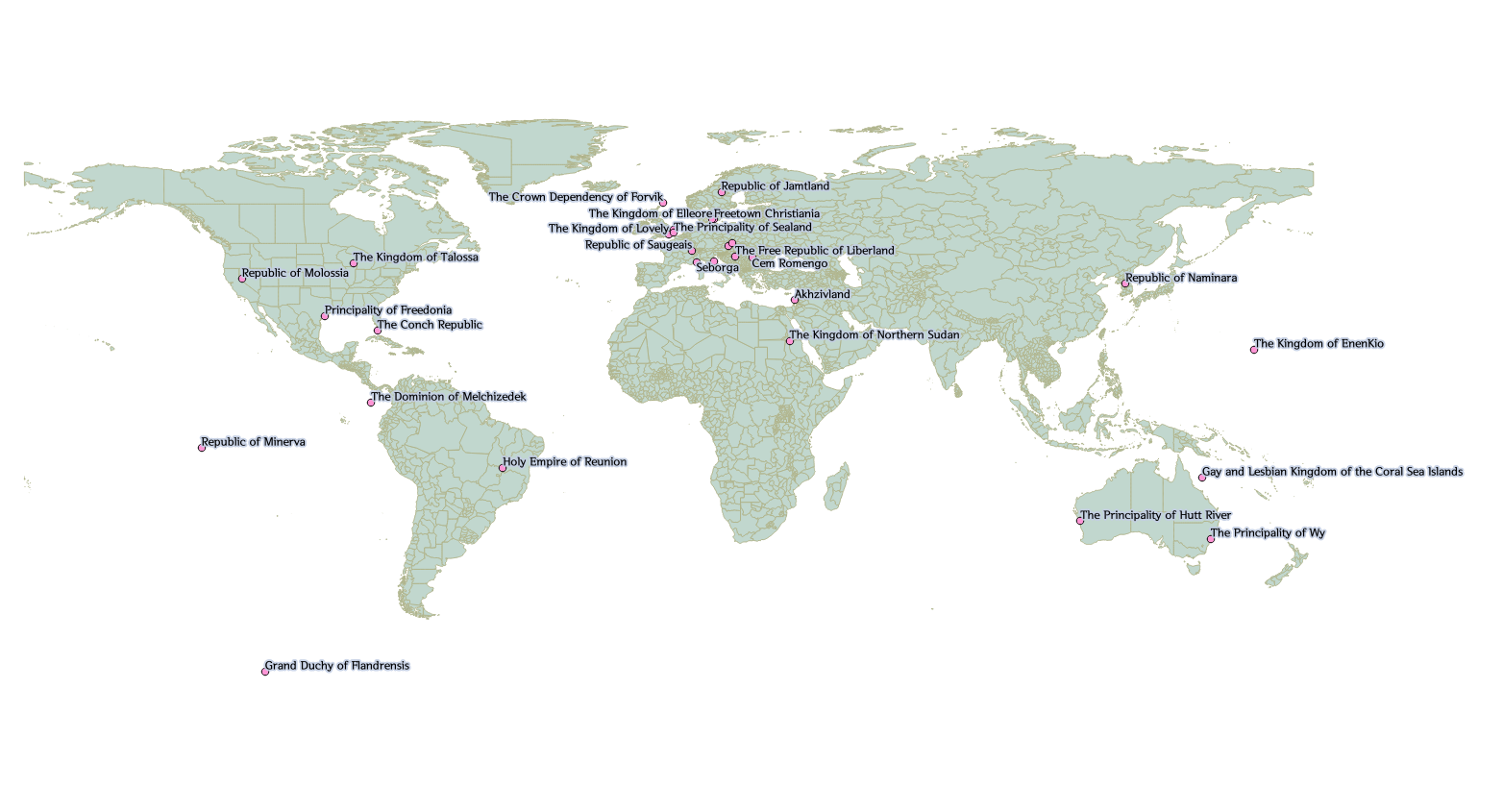
마이크로네이션의 위치

### ㄱ
- 포야이스
- 그랜드 대공국

### ㄴ
- 나미나라 공화국 (강원 남이섬)
- 뉴 아프리카
- 뉴 유토피아
- 누토피아

### ㄹ
- 라도니아
- 라고안 제도 공국
- 로마노프 제국
- 라코타 공화국
- 러블리 왕국
- 런디 왕국
- 레돈다 왕국
- 로즈섬 공화국
- 리버랜드 공화국
- 란르우스트
- 리프레쉬멘트섬

### ㅁ
- 몰로시아 공화국
- 모라크 송기라티 메아드스 공화국
- 무라와리 공화국
- 미네르바 공화국

### ㅂ
- 북수단 왕국
- 비르타윌 제국
- 빙하 공화국
- 바로셀란드
- 발티오 왕국
- 버트랜드
- 베이스노리아
- 붐분가
- 빅스랜드 공국
- 베르디스 자유 공화국
- 벤포스타

### ㅅ
- 시랜드 공국
- 산호해 제도 게이 앤드 레즈비언 왕국
- 세보르가 공국
- 소제 공화국
- 세당 왕국
- 슬로우자마스탄 공화국
- 생 투알
- 서웨스타티카 대공국
- 셀레스티아
- 세인트 존 코브
- 세보르가 공국
- 슐레란드 공화국

### ㅇ
- 아라모하나 독립국
- 아라우카니아 파타고니아 왕국
- 아스가르디아
- 아에리칸 제국
- 아우터 발도니아 공국
- 아크지블란드
- 엔넨키오 왕국
- 엘레오레 왕국
- 영국령 서플로리다
- 애틀랜티움 제국
- 엘가랜드-발가랜드
- 영원한 루키나 독립국
- 옘틀란드 공화국
- 오키나와 자유 연방 제국
- 오로빌
- 와이 공국
- 우주피스 공화국
- 아우터 월드 왕국
- 오스티네시아 제국
- 온갈 공국
- 이카리아
- 왈라치아 왕국
- 엠심바티 술탄국
- 웨이브랜드 글로벌 독립국
- 이노부탄 왕국

### ㅈ
- 자유조선
- 중립 모레스네

### ㅌ
- 탐나라 공화국 (제주남이섬)
- 타볼라라 왕국
- 탈로사 왕국
- 트리니다드 공국
- 타이완 공화국

### ㅋ
- 콘치 공화국
- 쿠겔무겔
- 코뉴웨 공화국

### ㅍ
- 팔바도무스 공화국
- 페리로쟈
- 포빅 주권국
- 프레도니아
- 프리도니아 공국
- 폰티냐
- 프리타운 크리스티아니아
- 플란드렌시스 대공국
- 필레티노 공국

### ㅎ
- 헛리버 공국[5]
- 휴머니티 왕국

## 같이 보기
- 마이크로네이션 목록
- 마이크로네이션의 국기 목록
- 마이크로네이션의 문장 목록
- NF-보드
- VIVA 월드컵
- 독립 축구 협회 연맹
- 대표 없는 국가 민족 기구
- 미승인 국가
- 미승인 국가의 국기 목록
- 미승인 국가의 국장 목록